# Im Nin’alu (dikt)
Im Nin’alu (Hebreiska: אִם נִנְעֲלוּ) är en hebreisk-jemenitisk-judisk liturgisk dikt skriven av den jemenitiske poeten rabbi Shalom Shabazi på 1600-talet. Dikten ingår i hans samling Divan och har en central plats inom den jemenitisk-judiska sångtraditionen. Den framförs ofta vid festligheter, särskilt vid bröllopsceremonier.

## Innehåll och struktur
Dikten är uppbyggd enligt en jemenitisk form, med den unika strukturen av en dubbel sektion. Dikten består av sju strofer som växlar mellan hebreiska och arabiska verser. Inledningsbokstäverna i varje strof bildar ett akrostikon med namnet Elshabazi, vilket är ett annat namn för författaren. Shabazis namn förekommer ytterligare en gång i diktens 55:e rad, där orden “sīnūn, alif, wāw, lām, mīm” anspelar på bokstäverna i hans förnamn – Salem.
Dikten öppnas med lovprisningar till Gud, där himlakropparna beskrivs som att de “stämmer upp i ljuva sånger”.  Den följande arabiska versen berättar Israels historia – världens skapelse, utväljandet av Israels land, gåvan av Tora och Moses profetskap. Den hebreiska strofen efter detta beskriver själens relation till Gud samt förhållandet mellan det judiska folket och deras Skapare, vilket fungerar som en metafor för relationen mellan brud och brudgum.
Nästa arabiska vers nämner bröllopsplatsen (ḥayt al-‘arāyis wal-sharāb, “vid bröllopet och festen”) – en jordisk ceremoni som återigen tolkas symboliskt som längtan efter återlösning och det heliga landet. Först i den hebreiska strof som följer tas bröllopet upp i sin bokstavliga betydelse, med fokus på brudparets och gästernas glädje.
Därefter följer en arabisk vers som har en moralisk ton: poeten uppmanar själen att återvända till rättfärdighet innan döden. I den avslutande hebreiska strofen återknyter Shabazi till sin inledning genom att tacka och prisa Gud, och han avslutar med en välsignelse till “de älskade i festen”.

## Musikaliska tolkningar
- Bracha Zefira sjöng in en tidig version av dikten.[2]
- På 1950-talet spelade Shoshana Damari in en version till texten.[4]
- På 1970-talet spelade Yigal Bashan in en version med Ofra Haza som körsångare.
- På 1980-talet spelade Ofra Haza själv in två olika versioner (1984 och 1987), varav den senare fick stort internationellt genomslag under namnet "Im Nin'alu".
- År 2020 släpptes låten i en version av sångerskan Flora, tillsammans med musikern Nomka.